# De nacht van Enitharmons vreugde
De nacht van Enitharmons vreugde of Hekate (Engels: The Night of Enitharmon's Joy of Hecate), is een kleurenprent van de Engelse dichter-kunstenaar William Blake, gemaakt rond 1795, 43,9 × 58,1 centimeter groot. Het toont Enitharmon, een vrouwelijk karakter uit Blakes eigen mythologie. Eerder werd wel aangenomen dat het Hekate betrof, een wezen uit de Griekse mythologie. Het werk bevindt zich sinds 1939 in de collectie van Tate Britain te Londen.

## Thema en duiding
In de jaren 1790 werkte Blake in zijn Prophetic Books een persoonlijke mythologie uit, waarin hij uitdrukking gaf aan zijn politieke en spirituele denkbeelden over een nieuwe universele orde, met verwerking van kabbalistische, druïdistische en paganistische elementen. Een belangrijke figuur in zijn mythologie, en met name in zijn lange gedicht Europe a Prophecy (1794), is de godin Enitharmon, die schoonheid en dichterlijke inspiratie representeert. Ze staat echter ook voor een krachtig feminien bewustzijn. Op een gegeven moment probeert ze zelfs een aparte vrouwelijke religie te stichten, een religie van vrouwelijke wraak en seksuele beheersing, na eeuwenlange mannelijke (seksuele) suppressie.
Blake baseerde de figuur van Enitharmon op Hekate, de Griekse godin van de maan en de onderwereld, die tevens werd gezien als de godin van de hekserij. Blake benadrukt in zijn prent deze rol als heerseres van een schemerachtig nachtelijk rijk. Ze heeft haar hand op een open toverboek, terwijl we links en op de achtergrond een aantal angstaanjagende dieren zien die een nachtmerrie-achtige wereld creëren: de distels etende ezel (schraalte), de sombere uil (geveinsde wijsheid), het hoofd van de krokodil (bloeddorstige hypocrisie) en de vleermuis met een kattenkop (onheil).
Achter Enitharmon knielen een puberjongen en een pubermeisje, naakt en nederig voorover gebogen, monumentaal uitgewerkt in een stijl waarin de invloed van Michelangelo herkenbaar is. De jongen en het meisje zijn klaarblijkelijk van elkaar gescheiden, waarmee Blake uitdrukking geeft aan zijn pre-freudiaanse opvatting dat seksuele problemen hun oorsprong vinden in de puberteit. Meer in zijn algemeenheid speelt het thema in op Blakes gedachten over bijgeloof, de kwalijke gevolgen van een te grote nadruk op de rede en de kracht van het seksuele, die een grote rol spelen in zijn oeuvre. Het zijn kenmerkende thema's uit de vroegromantiek, waarvan Blake een van de belangrijkste exponenten was.

## Historie, titelwisseling
De nacht van Enitharmons vreugde werd in 1795 door Blake getekend, een jaar nadat hij Europe a Prophecy publiceerde, samen met nog twee andere versies, die hij maakte conform een zelf ontwikkeld procedé. Hoewel hij veel boekillustraties maakte, zijn deze prenten waarschijnlijk niet bedoeld als "plaatjes" bij het boek, maar als kunstwerkjes op zichzelf. In latere jaren werd het thema vervolgens niet altijd meer verbonden met het door Blake zelf geschapen personage van Enitharmon, maar steeds vaker met Hekate. Vaak werden daarbij associaties gemaakt met A Midsummer Night's Dream van William Shakespeare, dat rond 1795 erg populair was en waarin een passage voorkomt met in de prent herkenbare elementen. Nadat criticus William Michael Rossetti in een catalogus uit 1863 ook de titel Hekate gebruikte voor de prent, bleef deze titel er vervolgens decennialang aan verbonden. Een studie van kunsthistoricus Gert Schiff uit 1990, verbond de afbeelding echter weer opnieuw aan de tekst van Blakes gedicht uit 1894, meer specifiek aan de passage waarin de nacht van Enitharmons vreugde voorkomt, beginnend met de regels:
| Originele Engelstalige tekst Now comes the night of Enitharmons joy! Who shall I call? Who shall I send? That Woman, lovely Woman! may have dominion? | Nederlandse vertaling Nu komt de nacht van Enitharmons vreugde, Wie moet ik roepen? Wie moet ik sturen? Dat vrouwen, mooie vrouwen, heerschappij mogen krijgen. |

Met de koppeling van de prent aan deze passage werd De nacht van Enitharmons vreugde meteen ook vastgesteld als nieuwe titel en als zodanig ook overgenomen door de Tate Gallery, waar de hier besproken versie zich in de collectie bevindt. Ook de National Gallery of Scotland en de Huntington Library and Art Gallery te San Marino namen kort daarna de nieuwe titel over.

## Andere versies

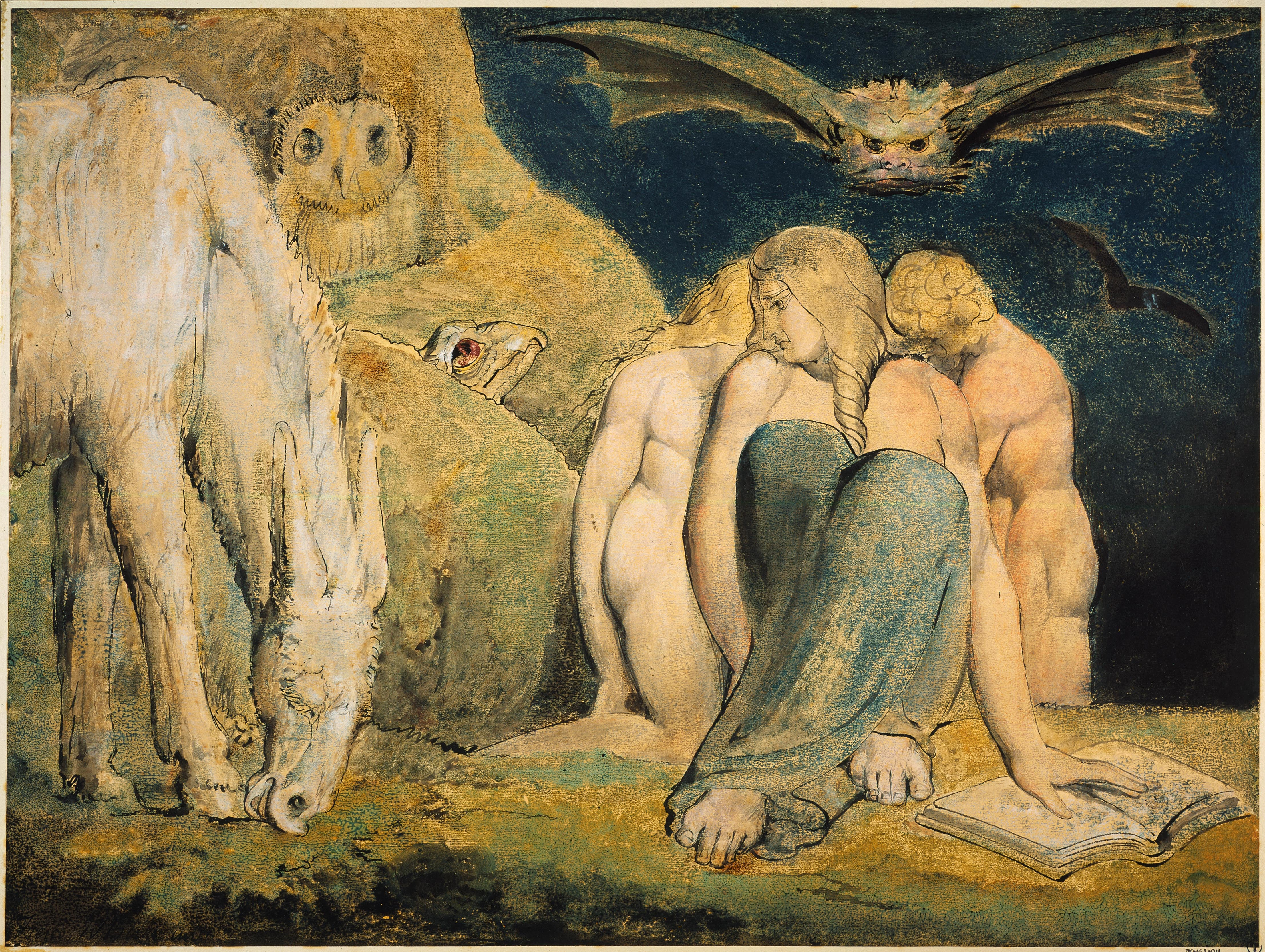
Versie in de National Gallery of Scotland
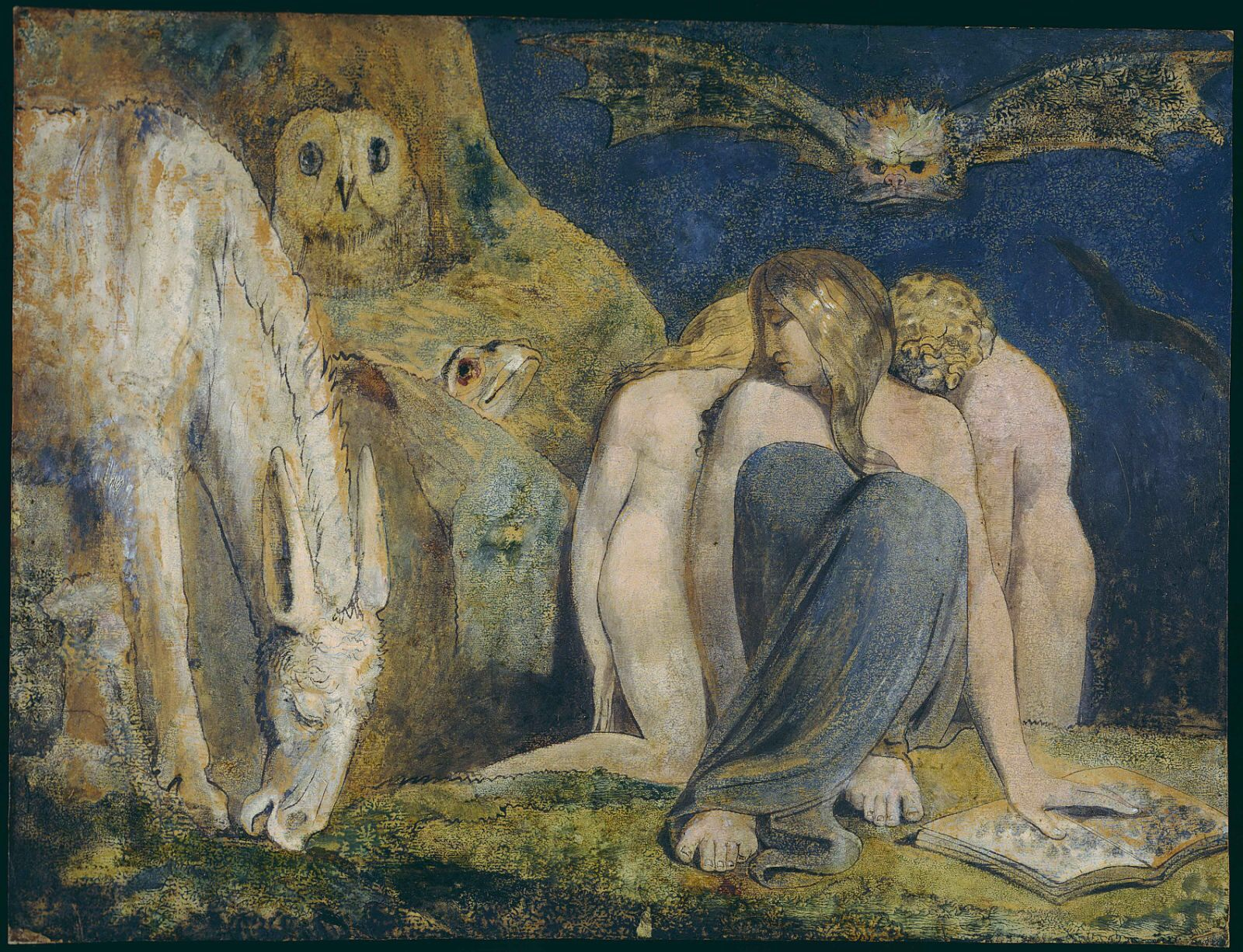
Versie in de Huntington Library and Art Gallery, San Marino